# ستالبو
ستالبو دهستانی در استان آبیلای اسپانیا است.
در این دهستان ۲۷۶ نفر زندگی می‌کنند. مساحت این دهستان ۹۰٫۵۳ کیلومتر مربع است.